# 東山道鎮台
東山道鎮台（とうさんどうちんだい）は、1871年に設置が決められた日本の陸軍の部隊である。日本に2つ置く鎮台の1つとされたが、実際の編成に着手する前に東北鎮台に改組された。

## 解説
1871年6月10日（明治4年4月23日）、太政官布告第200号により、全国に置く鎮台の最初の2つとして設置が決められた。もう一つは小倉の西海道鎮台である。東山道鎮台は、本営を石巻に、分営を福島と盛岡に置くとされた。
鎮台は廃藩置県で消滅する藩の常備兵にかわるもので、ゆくゆくは徴兵制による部隊になるとも期待されていた。しかし当面は旧藩の兵士を鎮台の兵士として採用するより他になく、転換は直ちには実施できなかった。西海道鎮台には熊本藩・佐賀藩から兵1大隊ずつを出させることにしたが、東山道鎮台については何の動きもないまま2か月余を経過した。
同年8月20日に兵部省が全国に4鎮台を置くことを改めて決定したときには、東山道鎮台の代わりに東北鎮台が設けられた。兵部省は東北鎮台の本営を石巻に置く予定としながら、当分は仙台に置くことにした。結局石巻への移転は実現せず、東北鎮台は仙台鎮台に改称した。